# Meles meles severzovi
Meles meles severzovi es una subespecie de  mamíferos carnívoros  de la familia Mustelidae,  subfamilia Mustelinae.

## Distribución geográfica
Se encuentra en el Turquestán, incluyendo el Valle de Fergana.